# Cư A Mung
Cư A Mung là một xã thuộc huyện Ea H'leo, tỉnh Đắk Lắk, Việt Nam.
Xã Cư A Mung có diện tích 74,35 km², dân số năm 2006 là 3491 người, mật độ dân số đạt 47 người/km².